# Institut biblique adventiste « Villa Aurora »
L’institut adventiste biblique « Villa Aurora » --- en italien, Istituto Avventista di Cultura Biblica Villa Aurora --- est un centre universitaire adventiste, situé à Florence en Italie.

## Campus
En 1940, un programme académique de formation des pasteurs adventistes italiens démarra à Florence, sous l’appellation Istituto Avventista di Cultura Biblica (Institut adventiste de culture biblique). La propriété Villa Aurora fut achetée en 1943, mais ne fut opérationnelle qu'après la Seconde Guerre mondiale, à partir d'octobre 1947. 
L'institution incluait une école secondaire et un lycée, mais depuis le début des années 1990, elle comprend uniquement la faculté de théologie et l'école de langue (un programme d'apprentissage de la langue, de l'art et de la culture italienne), affiliée au consortium mondial des écoles adventistes d'étude de langues étrangères (Adventist Colleges Abroad) et au consortium européen des écoles de langue adventistes,.
Depuis 2010, Villa Aurora décerne en plus de la licence, une maîtrise en théologie,. L'institut est affilié à l'université Andrews.